# Бурцево (Грязовецкий район)
Бу́рцево — деревня в Грязовецком районе Вологодской области России, на реке Лухта.
Входит в состав Перцевского муниципального образования, с точки зрения административно-территориального деления — в Перцевский сельсовет.
Расстояние по автодороге до районного центра Грязовца — 2 км, до центра муниципального образования Слободы — 10 км. Ближайшие населённые пункты — Пирогово, Климово, Черницыно.
По переписи 2002 года население — 6 человек.